# Bezirk St. Johann im Pongau
Bezirk St. Johann im Pongau er et distrikt i den østrigske delstat Salzburg. Distriktet kaldes af historiske årsager også Pongau. Det ligger mellem Bezirk Zell am See mod vest, Bezirk Tamsweg mod sydøst og Bezirk Hallein mod nord og grænser mod syd til delstaten Kärnten.

## Historie

### Historisk gau
I Frankerrigets tid var Pongau et administrativt gau (provins eller landskab).

### Administrativ historie
Navnet Pongau (Pongawi) kendes fra dokumenter fra 750 og 788. Fra det 13. århundrede til 1803 stod Pongau under Ærkebispedømmet Salzburgs herskab. Efter at Pongau herefter i en kort overgang stod under bayerisk forvaltning, blev Pongau sammen med Salzburg i 1816 en del af Østrig. Fra 1848 blev Salzburg eget kronland og fik egen delstatsforfatning, som også gav en ny organisering af delstatsforvaltningen og indførte kommuner. Distriktsledelsen befandt sig fra 1850 til 1867 i Werfen, men flyttede herefter til St. Johann im Pongau, hvor det endnu befinder sig.

## Forvaltningsinddeling
Distriktet St. Johann im Pongau er inddelt i 25 kommuner, hvoraf tre har stadsret og syv er købstæder. Nedenfor er angivet kommunerne med indbyggertal pr. 31. marts 2008.
| Byer med stadsret - Bischofshofen (10.241) - Radstadt (4.827) - St. Johann im Pongau (10.722) Købstadskommuner - Altenmarkt im Pongau (3.655) - Bad Hofgastein (6.770) - Großarl (3.696) - St. Veit im Pongau (3.424) - Schwarzach im Pongau (3.468) - Wagrain (3.018) - Werfen (3.064) | Kommuner (Gemeinden) - Bad Gastein (4.617) - Dorfgastein (1.733) - Eben im Pongau (2.154) - Filzmoos (1.436) - Flachau (2.658) - Forstau (548) - Goldegg (2.418) - Hüttau (1.539) - Hüttschlag (933) - Kleinarl (907) - Mühlbach am Hochkönig (1.581) - Pfarrwerfen (2.201) - St. Martin am Tennengebirge (1.547) - Untertauern (512) - Werfenweng (862) |

47°21′00″N 13°13′59″Ø / 47.35°N 13.233°Ø